# Das Magazin (F. W. Koebner)
Das Magazin war eine deutschsprachige Publikumszeitschrift mit den Schwerpunkten Kultur und Lebensart. Sie erschien monatlich von 1924 bis 1941.
Franz Wolfgang Koebner brachte die Zeitschrift im Oktober 1924 nach amerikanischem Vorbild auf den Markt. Die verantwortliche Schriftleitung hatte Hubert Miketta. Der Verlag hieß Verlag Das Magazin Robert Siodmak, Berlin, später Dr. Eysler & Co., Berlin. Der erste Artikel widmete sich der damals berühmtesten Tänzerin der Welt, Anna Pawlowna Pawlowa.
Das Magazin galt in den zwanziger und dreißiger Jahren in Deutschland als Trendsetter und stach am Kiosk unter anderem durch seine farbigen Titelbilder mit dem Anspruch fotografischer Ästhetik heraus. Wie fast alle Zeitschriften passte sich auch die Redaktion des Magazin den Vorgaben nationalsozialistischen Zeitgeistes an. In der Oktober-Ausgabe 1933 warb der Verlag zum Beispiel für ein Porträt Adolf Hitlers: „Jeder Deutsche sollte dieses Bild besitzen!“ Im Juli 1941 wurde Das Magazin nach 203 Ausgaben zwangsweise eingestellt, „[…] um Menschen und Material für andere, kriegswichtige Zwecke freizumachen“.
Ab Juli 1949 starteten Koebner als Herausgeber und Hubert Miketta als Chefredakteur eine Neuauflage. Im Westen Deutschlands war eigens dafür die Magazin Verlagsges.m.b.H. Stuttgart–Frankfurt gegründet worden. Der erste Artikel war diesmal „Mutter Erde und der Atomkrieg – Kann unser Planet einen Atomkrieg überstehen“ von Heinz Görz. Die Edition brachte es nur auf 13 Ausgaben und musste aus wirtschaftlichen Gründen eingestellt werden.
Die Zeitschrift war in der Vorkriegszeit der Branchenprimus und Vorbild für die Konkurrenz. Viele andere Magazine im deutschsprachigen Raum orientierten sich am Koebner-Magazin, darunter der UHU, die von Hubert Miketta herausgegebene Revue des Monats, das Wiener Magazin, das Schweizer Magazin, das Magazin Das Leben, Scherl’s Magazin, das K.E.Magazin, das Kleine Magazin und viele andere.
Viele dieser Magazine gingen bereits in der ersten Zeit der Naziherrschaft unter, der Rest zu Beginn des Krieges gegen die Sowjetunion. Einige dieser Editionen erlebten nach dem Zweiten Weltkrieg einen Neustart, mit zum Teil sehr wechselndem Erfolg, was auf die damals herrschende Not zurückzuführen sein mag.
Ab 1954 startete die ostdeutsche Kulturzeitschrift Das Magazin, die seitdem ununterbrochen bis heute erscheint. Der derzeit herausgebende Kurznachzehn Verlag sieht sich inhaltlich in der Tradition des Koebner-Magazins und kommuniziert, in einer jahrzehntelangen Traditionslinie zu stehen. Einen tatsächlichen verlegerischen Zusammenhang zwischen beiden Editionen gibt es jedoch nicht.